# 乌鳞双盖蕨
乌鳞双盖蕨（学名：Diplazium nigrosquamosum）也称乌鳞短肠蕨，为蹄盖蕨科双盖蕨属下的一个种。